# Arme blindée et cavalerie

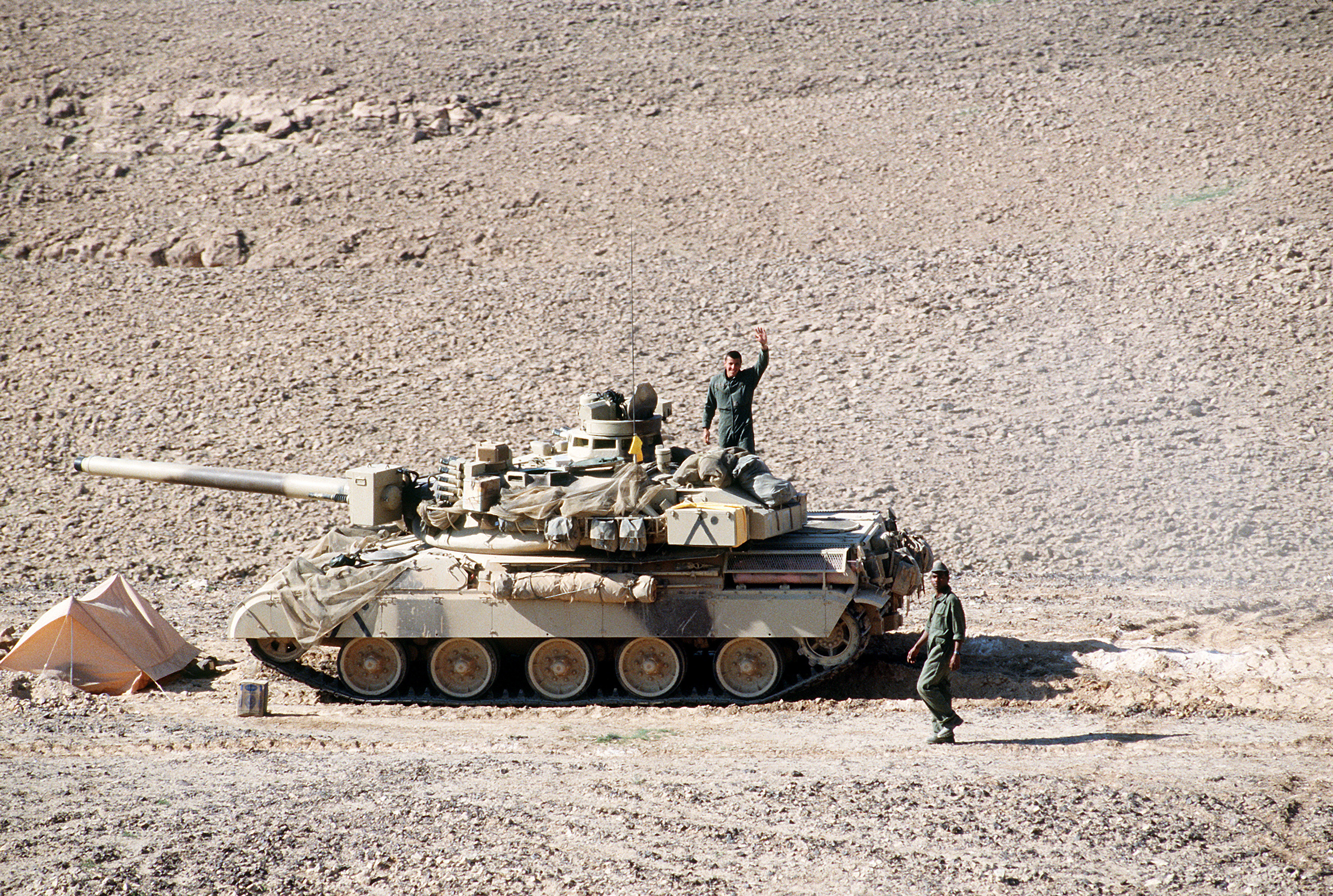
AMX-30 in der „Opération Daguet“ während des Zweiten Golfkrieges

Die Arme blindée et cavalerie (ABC) ist eine Waffengattung des französischen Heeres, die nach dem Zweiten Weltkrieg durch die Zusammenlegung der Panzerwaffe und der Kavallerie geschaffen wurde. Die ABC ist verantwortlich für die Umstrukturierung des größten Teils der gepanzerten Kräfte, welche ursprünglich der Infanterie zugeordnet waren.

## Aufgabenstellung
Die Aufgabenstellung der Arme blindée et cavalerie beinhaltet die traditionellen Aufgaben der Kavallerie mit modernen Mitteln:
- Durchbrechen der Front mit Hilfe der Heeresfliegertruppe (Aviation légère de l’armée de terre);
- Erweiterung des Durchbruchs, auf Grund der Geschwindigkeit und der Beweglichkeit der voll geländetauglichen Fahrzeuge;
- Deckung des Rückzuges eines eigenen Korps, Verschleierung eines ungedeckten Abschnitts zwischen zwei Korps;
- Aufklärung (wenn auch diese teilweise durch die Luftwaffe, Radar- und Satellitentechnik abgelöst wird).

Eine weitere vormalige Aufgabe der Kavallerie, die militärische Nachrichtenverbindung (ursprünglich durch Reiterstafetten ausgeführt) wurde durch den Funk abgelöst und rangiert jetzt auf der Ebene der Divisionen oder höher.

## Ausstattung 2006
Integriert sind auch die Kavallerieverbände der Marineinfanterie (Troupes de marine) und der Légion étrangère (Fremdenlegion). Im Januar 2005 bestand das Personal des ABC aus insgesamt 12.485 Angehörigen.
964 Offiziere,
4.176 Unteroffiziere
7.345 freiwillige Mannschaftsdienstgrade
892 Zivilangehörige der Streitkräfte
Total: 10 % der Landstreitkräfte.
Der Bestand an gepanzerten Fahrzeugen setzte sich zusammen aus:
- 20 Bergepanzer vom Typ Char de Dépannage DNG/DCL
- 165 ERC-90 Sagaie
- ? Kampfpanzer AMX-30 B2. Davon waren 2006 noch 17 Stück im Einsatz um bei Manövern als Feinddarstellung zu dienen. Diese Fahrzeuge wurden zwischen 1967 und 1983 in Dienst gestellt, wo sie in der Linie zusammen mit den Jagdpanzern AMX-13 eingesetzt wurden.
- 280 Kampfpanzer Leclerc. Der erste Panzer dieses Typs wurde 1991 ausgeliefert. Das Los bestand gesamt aus 406 Stück
- 256 Panzerwagen AMX-10 RC; erstmals 1980 im Einsatz. Total wurden 337 Stück an die französische Armee ausgeliefert
- 1.063 Véhicule Blindé Léger
- 344 Véhicule de l’avant blindé (werden ab 2019 durch Véhicule blindé multi-rôles ersetzt)

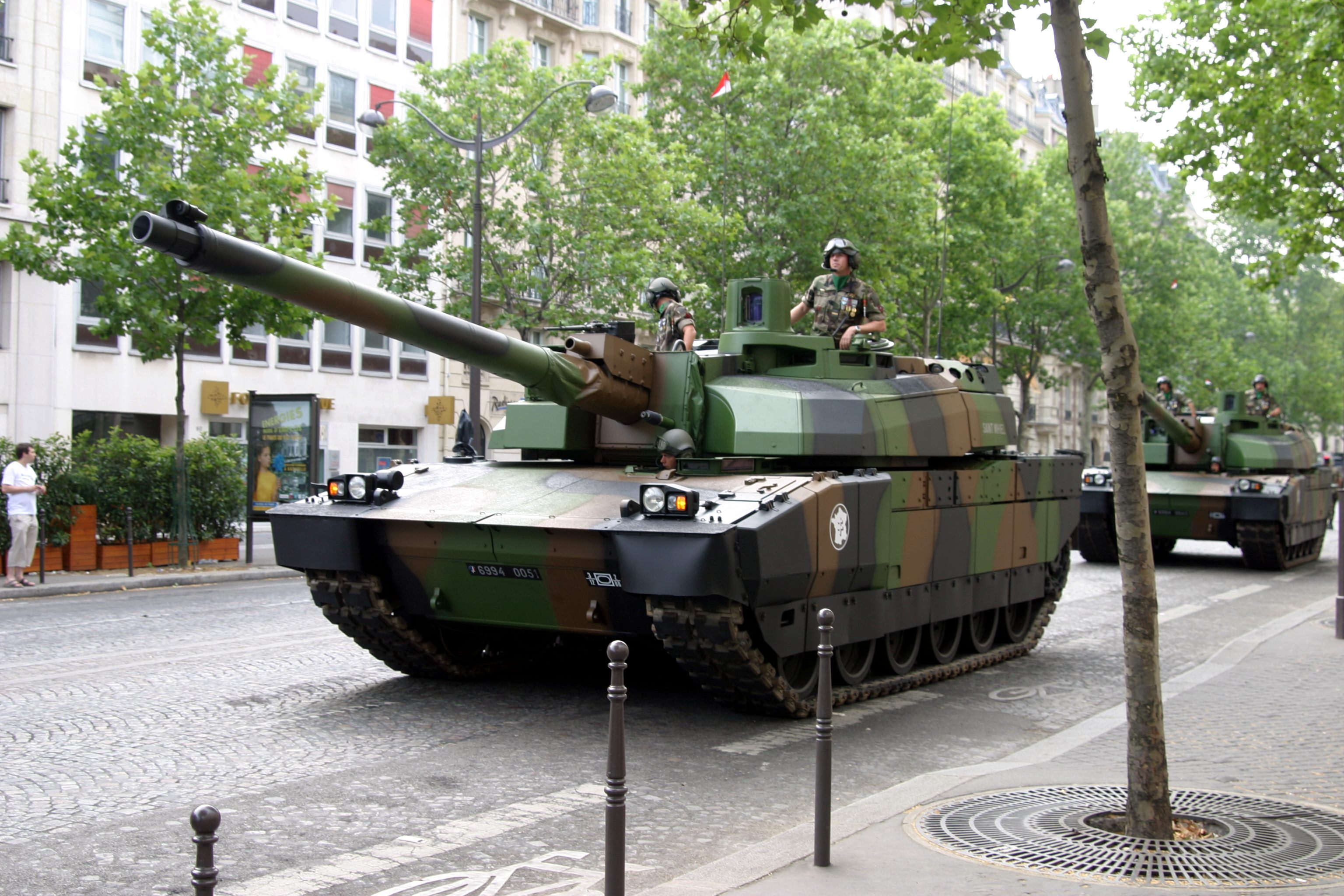
AMX Leclerc am 14. Juli 2006 in Paris
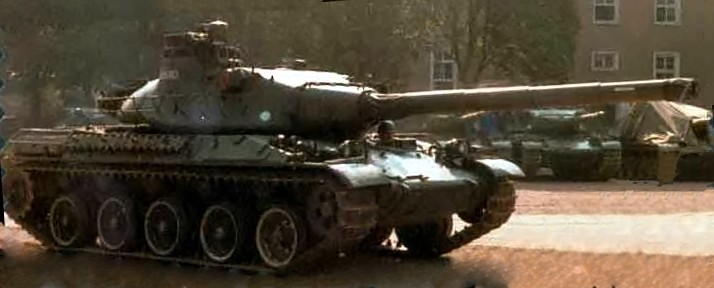
AMX-30 - Bildete während seines 30jahrigen Einsatzes das Rückgrat der ABC
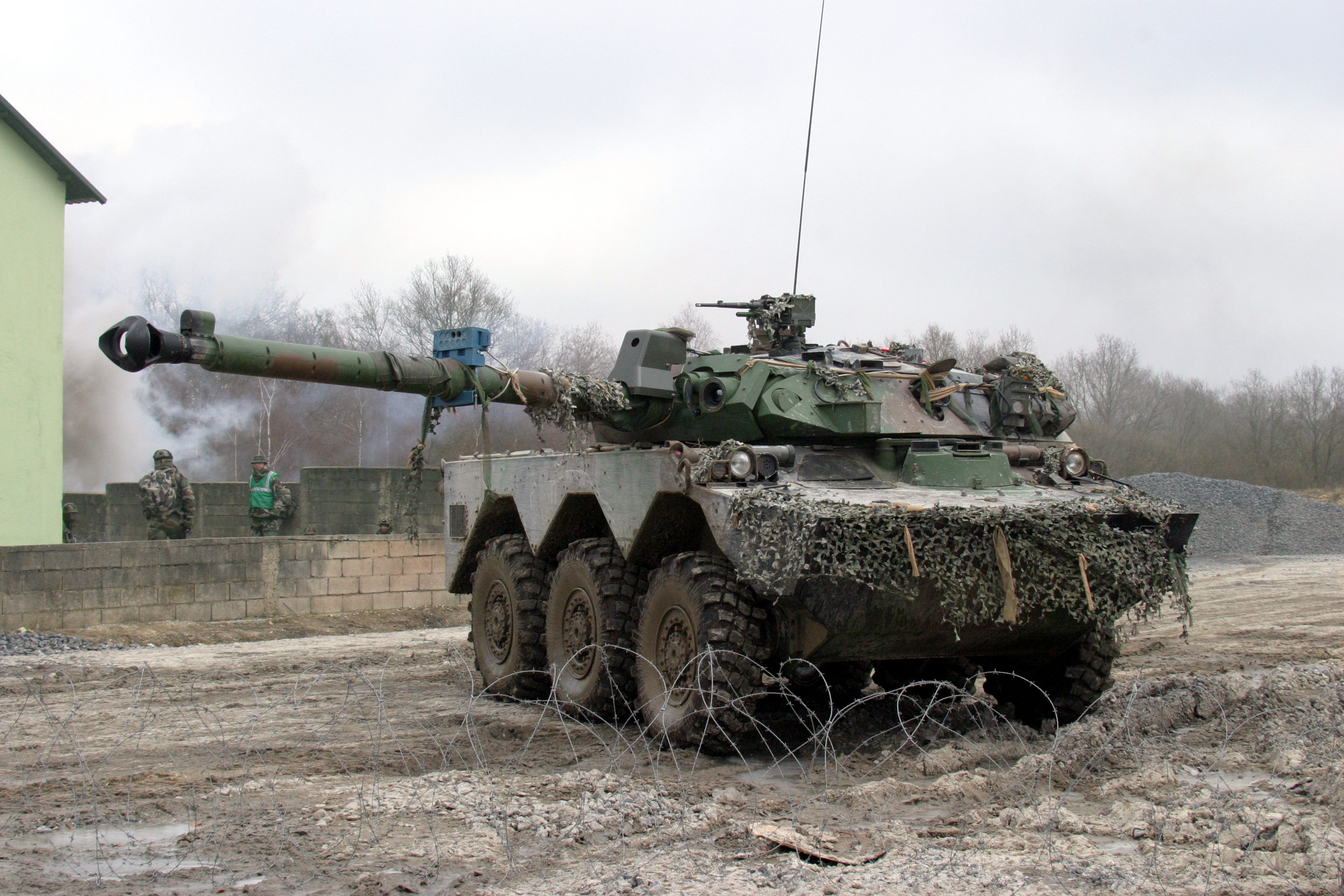
AMX-10 RC des „1er Régiment de spahis“ 2006 im Manöver
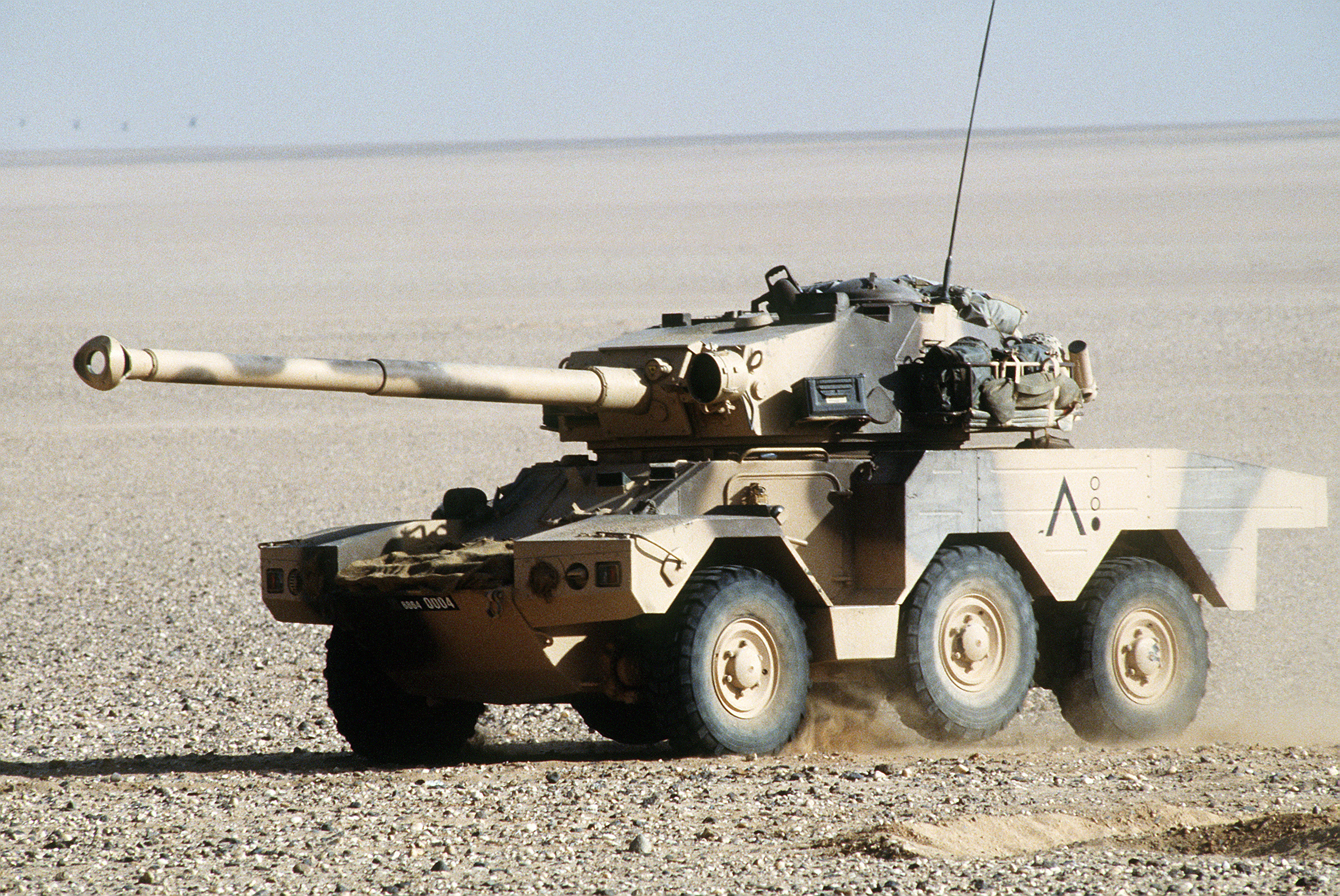
ERC-90 Sagaie während der „Opération Daguet“ im Golfkrieg (1990–1991).
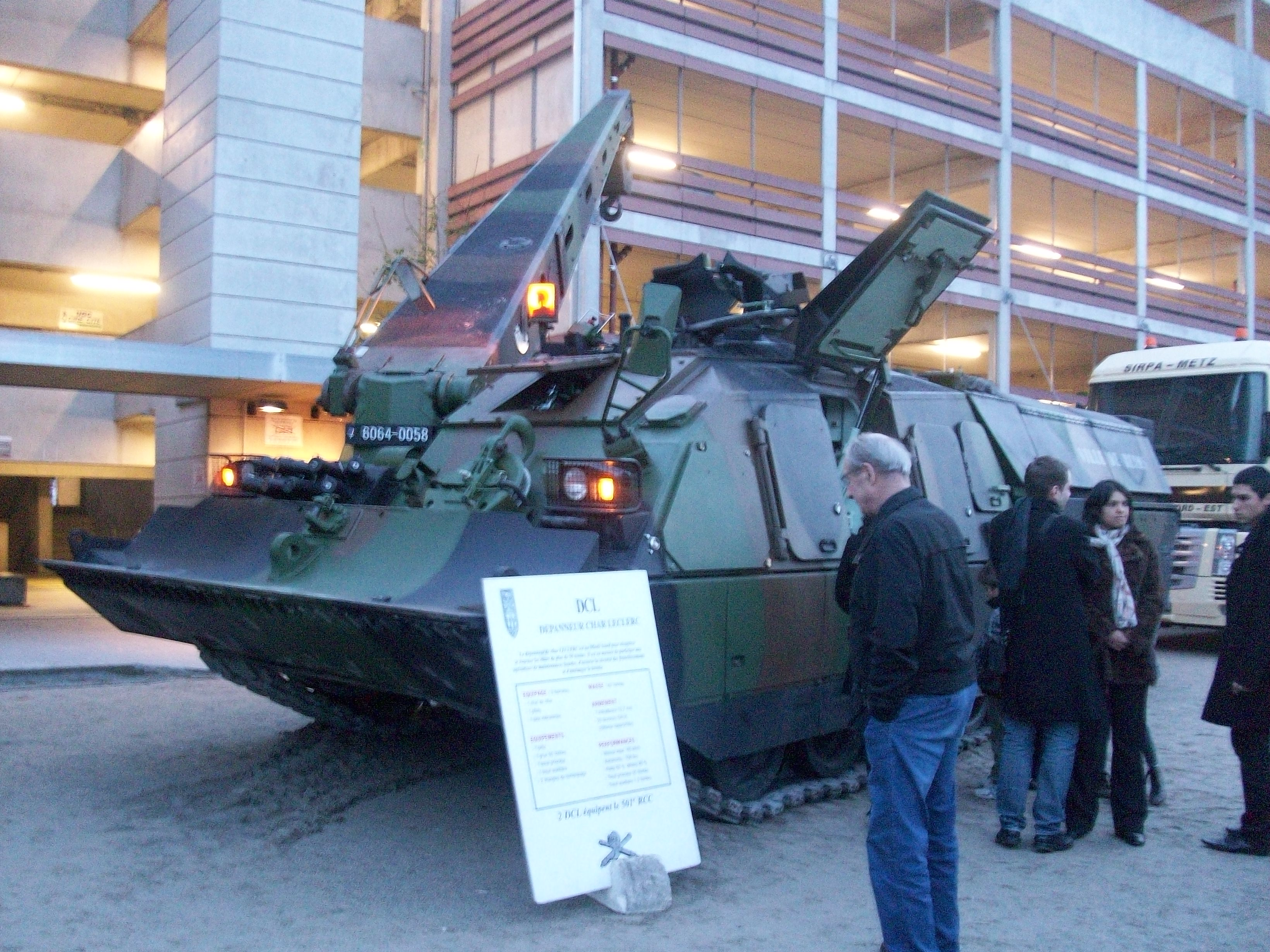
Einer der Bergepanzer (Char de Dépannage DNG/DCL) des 501. Panzerregiments im Jahre 2010

## Liste der Regimenter
Zum gegenwärtigen Zeitpunkt wird die „Arme blindée et cavalerie“ aus folgenden Verbänden gebildet:
- 4 gemischte Panzerregimenter mit einer ursprünglichen Ausstattung von je 80 Leclerc-Panzern, die bei der Reorganisation 2009 auf je 54 Panzer verkleinert wurden.

12e régiment de cuirassiers (12e RC) in Olivet
„501e régiment de chars de combat“ (501. Panzerregiment) in Mourmelon-le-Grand
„1e régiment de chasseurs à cheval“ (1. Regiment Jäger zu Pferde) in Thierville-sur-Meuse
5e régiment de cuirassiers, mit Anordnung vom 2. Juni 2016 wieder aufgestellt und im Camp Zayed in Abu Dhabi stationiert.
- Gepanzerte Kavallerieregimenter ausgerüstet mit dem Panzerwagen AMX-10 RC:

„1e régiment de Spahis“ (1e RS) in Valence
„1e régiment étranger de cavalerie“ (1e REC) in Carpiagne
„3e régiment de hussards“ - 3e RH (3. Husarenregiment) in Metz
- Gepanzerte Kavallerieregimenter ausgerüstet mit dem Panzerwagen ERC-90 Sagaie:

„1e régiment de hussards parachutistes“ (1. Husaren-Fallschirmregiment) in Tarbes
„4e régiment de chasseurs“ (4. Jägerregiment) in Gap
- Ein gepanzertes Aufklärungsregiment

„2e régiment de hussards“ (2. Husarenregiment) in Haguenau
- Leichtes Aufklärungsregiment

„13e régiment de dragons parachutistes“ (13. Dragoner-Fallschirmregiment) in Martignas-sur-Jalle
- 2 Ausbildungsregimenter

„1e régiment de chasseurs d’Afrique“ (1. Afrikanisches Jägerregiment) Kavallerie-Lehrregiment im „Commandement de la formation et de l'entrainement interarmes“ (Ausbildungskommando für die verbundenen Waffen) im Camp militaire de Canjuers im Département Var
5e régiment de dragons im Januar 2016 als Lehrregiment im „CENTAC - Centre d'entraînement au combat “ (Gefechts-Ausbildungszentrum) wieder aufgestellt.
- Die 4e groupe d’escadrons de hussards, Stabs- und Unterstützungsregiment für die Landregion Nordost und die einzelnen Formationen in der Garnison von Metz
- Das „2e régiment de dragons – nucléaire, biologique et chimique“ (2. Dragonerregiment - ABC-Abwehrregiment), vormals 2e régiment de dragons in Fontevraud. Direkt dem Commandement des forces terrestres unterstellt.
- Schule der „Arme blindée et cavalerie“ (EAABC), (Schule zum Aufbau der Kavallerie der Zukunft) in Saumur

Im Jahre 2014 wurde das 4e régiment de dragons aufgelöst. Somit ging seine fast 350 Jahre andauernde Regimentsgeschichte zu Ende. Im Zuge der Auflösung des 4e RD verlegte das 1e régiment étranger de cavalerie der Fremdenlegion von Orange ins Camp de Carpiagne und nahm dort den Platz des 4e RD ein.